# Stanisław Mikulski

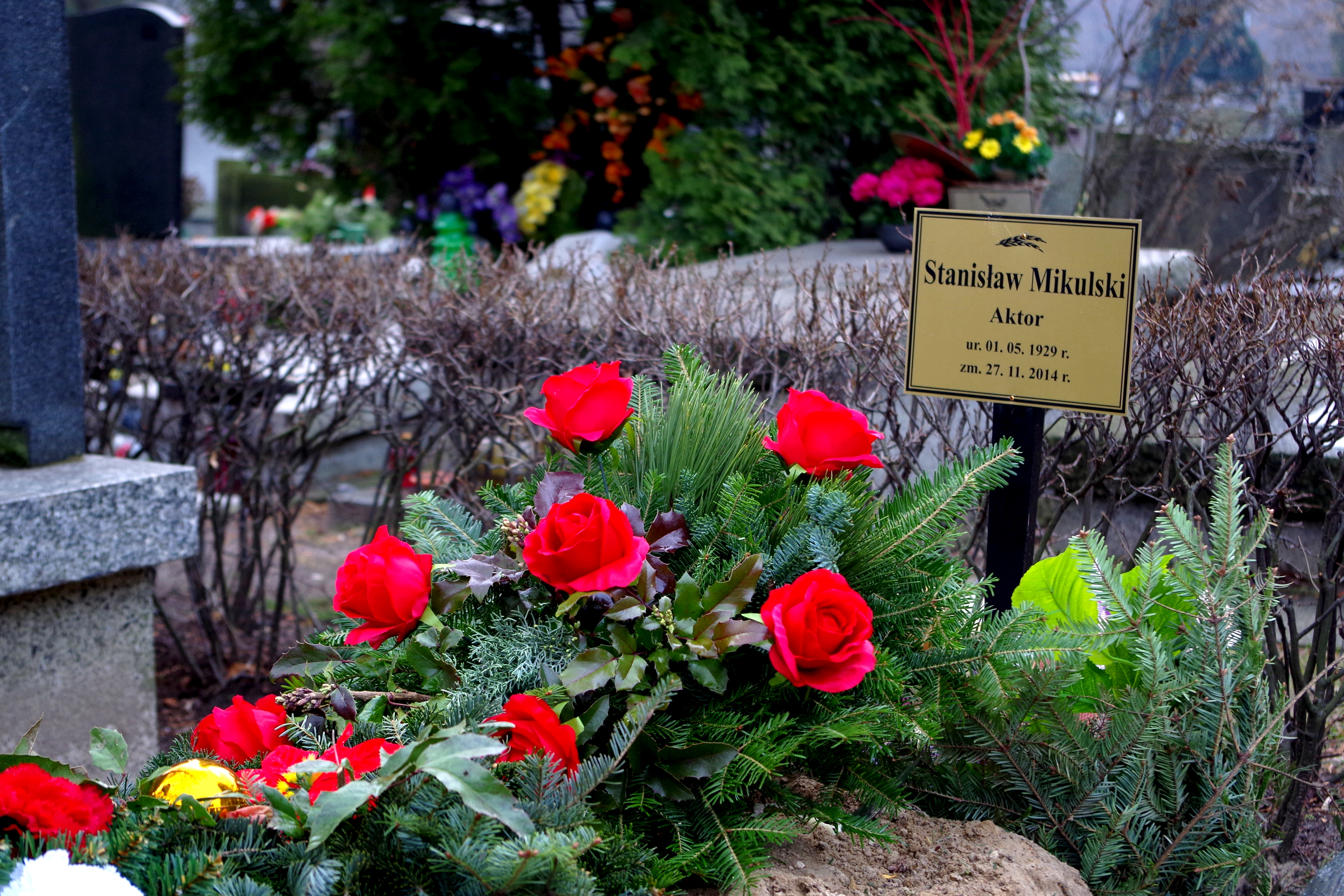
Jeho hrob ve Varšavě.

Stanisław Mikulski [stanisuav] (1. května 1929, Lodž Polsko – 27. listopadu 2014) byl polský herec.

## Biografie
Na počátku své kariéry pracoval v divadle Juliusze Osterwy v Lublinu. Později působil v Lidovém divadla, později i v Národním divadle ve Varšavě. Na přelomu 90. let 20. století pracoval jako ředitel Polského kulturního a informačního centra v Moskvě.
Je držitelem vícera ocenění. V Československu jej mohli diváci vidět ve vícero filmech a televizních seriálech, nejznámějším se stal polský televizní seriál S nasazením života (originální název Stawka większa niż życie), kde ztvárnil polského špióna kapitána Klosse v německém Abwehru v době druhé světové války.
Je pochován na Vojenském hřbitově na Powązkach (Cmentarz Wojskowy na Powązkach) ve Varšavě.

## Filmografie (výběr)
- 1956 Kanał
- 1957 Ewa chce spać
- 1958 Zamach
- 1963 Skąpani w ogniu
- 1963 Ostatni kurs
- 1964 Barwy walki
- 1964 Spotkanie ze szpiegiem
- 1965 Popioły
- 1966 Bicz boży
- 1966 Powrót na ziemię
- 1967-1968 Stawka większa niż życie (česky:S nasazením života)
- 1970 Pogoń za Adamem
- 1971 Samochodzik i templariusze
- 1973 Duhový luk (seriál)
- 1976 Polskie drogi
- 1977 Dziewczyna i chłopak (seriál TV)
- 1979 Sekret Enigmy
- 1980 Dziewczyna i chłopak
- 1980 Miś
- 1983 Katastrofa w Gibraltarze
- 1983 Magiczne ognie
- 2003 Dywersant
- 2005 Klinika samotnych serc
- 2005 Kryminalni